# Ambros Giner
Ambros Giner (* 29. März 1887 in Thaur; † 10. April 1965) war 54. Propst und 13. lateranensischer Abt des Augustiner-Chorherren-Stiftes Neustift in Südtirol 1931–1965 und Konvisitator der österreichischen Chorherrenkongregation.

## Leben
Ambros Giner trat 1909 in das Chorherrenstift Neustift ein. Nach seiner Priesterweihe 1913 war er ein Jahr Kooperator in Welschnofen. 1918 wurde er von der Universität Wien zum Doktor der Theologie promoviert und war dann Religionsprofessor am Staatsgymnasium in Brixen, wurde Stiftsdekan und 1931 zum Propst gewählt. Trotz der schwierigen Kriegsjahre brachte er das Stift zu neuer Blüte. Er starb nach langer schwerer Krankheit am 10. April 1965.
Seit 1909 war er Mitglied der katholischen Studentenverbindung AV Vindelicia Innsbruck.

## Ehrungen
- Ehrenbürger von Vahrn und Thaur
- Dr.Ambros-Giner-Weg ⊙ in Thaur
- Ehrenzeichen des Landes Tirol